# مینچینهمپتون
latitudeمینچینهمپتونlongitudeمینچینهمپتون
مینچینهمپتون (به انگلیسی: Minchinhampton) یک شهرک در بریتانیا است که در انگلستان واقع شده‌است.

## خصوصیات
مینچینهمپتون ۲٬۸۷۵ نفر جمعیت دارد.